# Břeclav vasútállomás
Břeclav vasútállomás egy csehországi vasútállomás, Břeclav városban, a központtól keletre.

## Nemzetközi vonatok
| Járat                         | Útvonal | Gyakoriság                                                                      |
| ----------------------------- | --- | ------------------------------------------------------------------------------- |
| Metropolitan EuroCity         | Budapest-Nyugati – Vác – Nagymaros-Visegrád – Szob – Štúrovo (Párkány) – Nové Zámky (Érsekújvár) – Bratislava hl.st. (Pozsony) – Kúty (Jókút) – Břeclav – Brno hl.n. (– Česká Třebová) – Pardubice hl.n. – Kolín – Praha hl.n. | 2 óránként                                                                      |
| Hungária EuroCity             | Budapest-Nyugati – Vác – Nagymaros-Visegrád – Szob – Štúrovo (Párkány) – Nové Zámky (Érsekújvár) – Bratislava hl.st. (Pozsony) – Kúty (Jókút) – Břeclav – Brno hl.n. – Praha hl.n. | Napi 1 pár                                                                      |
| Báthory EuroCity              | Budapest-Nyugati – Vác – Nagymaros-Visegrád – Szob – Štúrovo – Nové Zámky – Bratislava hl.st. – Kúty – Břeclav – Hodonín – Staré Město – Otrokovice – Přerov – Hranice – Ostrava-Svinov – Ostrava hl.n. – Bohumín – Chałupki – Wodzisław Śląski – Rybnik – Tychy – Katowice – Sosnowiec Główny – Dąbrowa Górnicza – Zawiercie – Włoszczowa Północ – Opoczno Południe – Warszawa Zachodnia – Warszawa Centralna – Warszawa Wschodnia      | Napi 1 pár                                                                      |
| Sobieski EuroCity             | Gdynia Główna – Sopot – Gdańsk-Oliwa – Gdańsk Wrzeszcz – Gdańsk Główny – Tczew – Malbork – Iława Główna – Działdowo – Warszawa Wschodnia – Warszawa Centralna – Warszawa Zachodnia – Zawiercie – Dąbrowa Górnicza – Sosnowiec Główny – Katowice – Tychy – Pszczyna – Zebrzydowice – Bohumín – Ostrava hl.n. – Ostrava-Svinov – Hranice na Moravě – Přerov – Otrokovice – Staré Město u Uherského Hradiště – Hodonín – Břeclav – Wien Hbf | Napi 1 pár                                                                      |
| Polonia EuroCity              | Warszawa Wschodnia – Warszawa Centralna – Warszawa Zachodnia – Zawiercie – Dąbrowa Górnicza – Sosnowiec Główny – Katowice – Tychy – Pszczyna – Zebrzydowice – Bohumín – Ostrava hl.n. – Ostrava-Svinov – Hranice na Moravě – Přerov – Otrokovice – Staré Město u Uherského Hradiště – Hodonín – Břeclav – Wien Hbf | Napi 1 pár                                                                      |
|                               | Graz Hbf – Bruck an der Mur – Kapfenberg – Mürzzuschlag – Semmering – Wiener Neustadt Hbf – Wien Meidling – Wien Hbf – Břeclav – Brno hl.n. – (Blansko – Letovice – Svitavy –) Česká Třebová – Pardubice hl.n. – (Kolín –) Praha hl.n. | 2 óránként                                                                      |
| Metropol EuroNight            | Budapest-Keleti – Vác – Štúrovo – Nové Zámky – Bratislava hl.st. – Kúty – Břeclav – Brno hl.n. – Pardubice hl.n. – Přelouč – Kolín – Praha-Libeň – Praha hl.n. | Napi 1 pár                                                                      |
| Metropol EuroNight / nightjet | Budapest-Nyugati – Vác – Štúrovo – Nové Zámky – Bratislava hl.st. – Kúty – Břeclav (közvetlen kocsik Wien Hauptbahnhof felől és Praha hl.n. felé) – Ostrava-Svinov – Ostrava hl.n. – Bohumín (közvetlen kocsik Kraków Główny felé) – Chałupki – Racibórz – Kędzierzyn-Koźle – Opole Główne – Wrocław Główny – Głogów – Zielona Góra – Rzepin – Frankfurt (Oder) – Berlin Ostbahnhof – Berlin Hauptbahnhof – Berlin-Charlottenburg        | Napi 1 pár                                                                      |
|                               | Budapest-Déli – Budapest-Kelenföld – Győr – Mosonmagyaróvár – Hegyeshalom – Wien Meidling (Bécs Meidling) – Wien Hauptbahnhof (Bécs főpályaudvar) – Břeclav – Brno hl.n. (Brno főpályaudvar) – Brno-Židenice – Praha hl.n. (Prága főpályaudvar) | Napi 4 pár (2 pár Budapest és Prága között, 2 pár csak Budapest és Bécs között) |
|                               | Praha hl.n. – Brno-Židenice – Brno hl.n. – Břeclav – Bratislava hl.st. – Győr – Budapest-Kelenföld – Zagreb Gl. kol. – Ogulin – Rijeka / Gračac – Split | Nyáron napi 1 pár, elő- és utószezonban heti 3 pár                              |

## Szomszédos állomások
A vasútállomáshoz az alábbi állomások vannak a legközelebb:
- Hrušky (Přerov, Přerov–Břeclav-vasútvonal)
- Ladná (Havlíčkův Brod, railway line Havlíčkův Brod – Kúty)
- Boří les (Znojmo, Lednice (train station), Břeclav–Hrušovany nad Jevišovkou-vasútvonal, Boří les–Lednice-vasútvonal)
- Bernhardsthal (Wien Hauptbahnhof, Nordbahn)
- Lanžhot (Jókút vasútállomás, railway line Havlíčkův Brod – Kúty)

## Vasútvonalak
Az állomást az alábbi vasútvonalak érintik:
- Břeclav–Hrušovany nad Jevišovkou-vasútvonal
- Boří les–Lednice-vasútvonal
- railway line Havlíčkův Brod – Kúty
- Přerov–Břeclav-vasútvonal
- Nordbahn
- Pozsony–Břeclav-vasútvonal

## Galéria

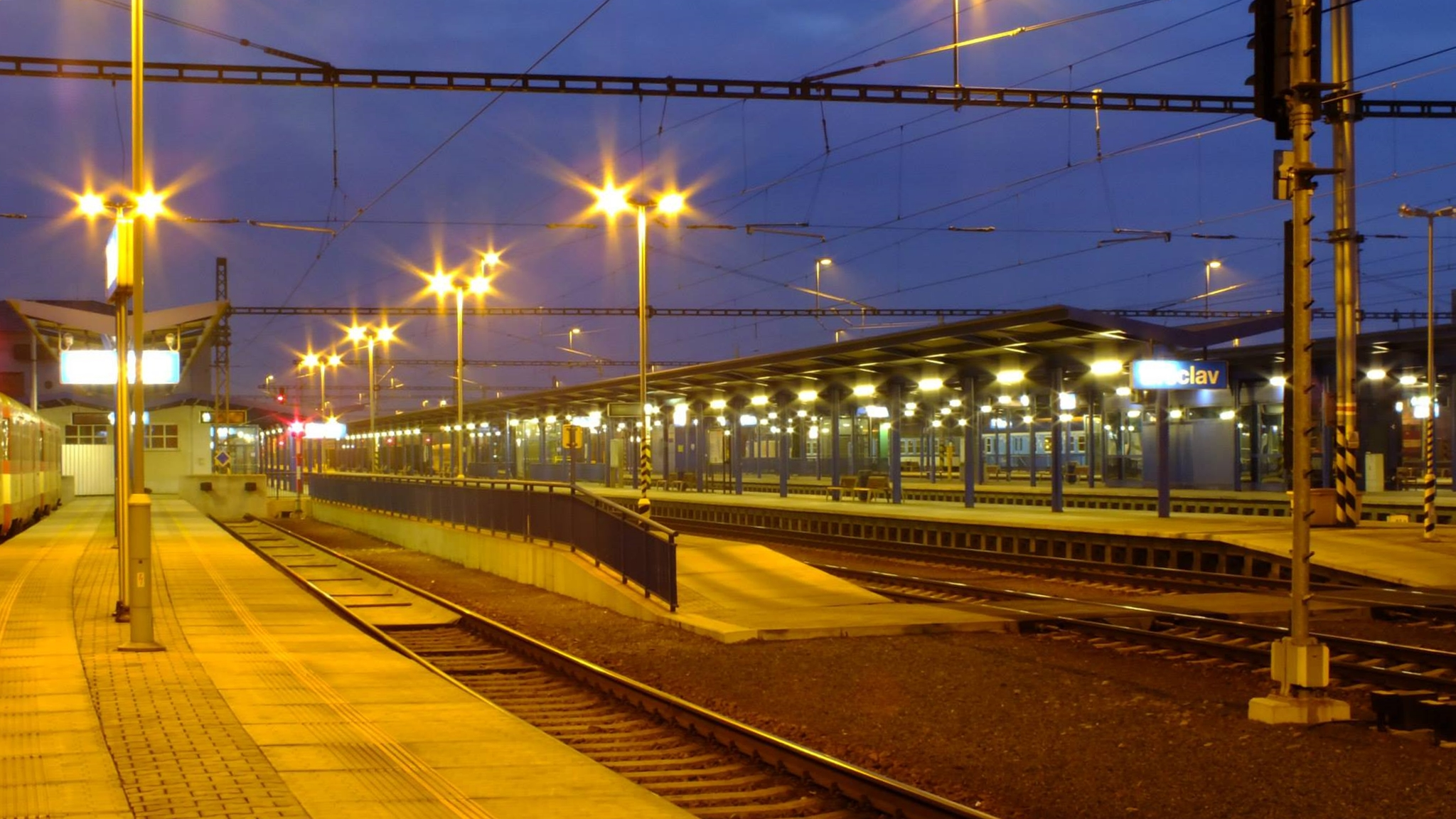
A vágányok
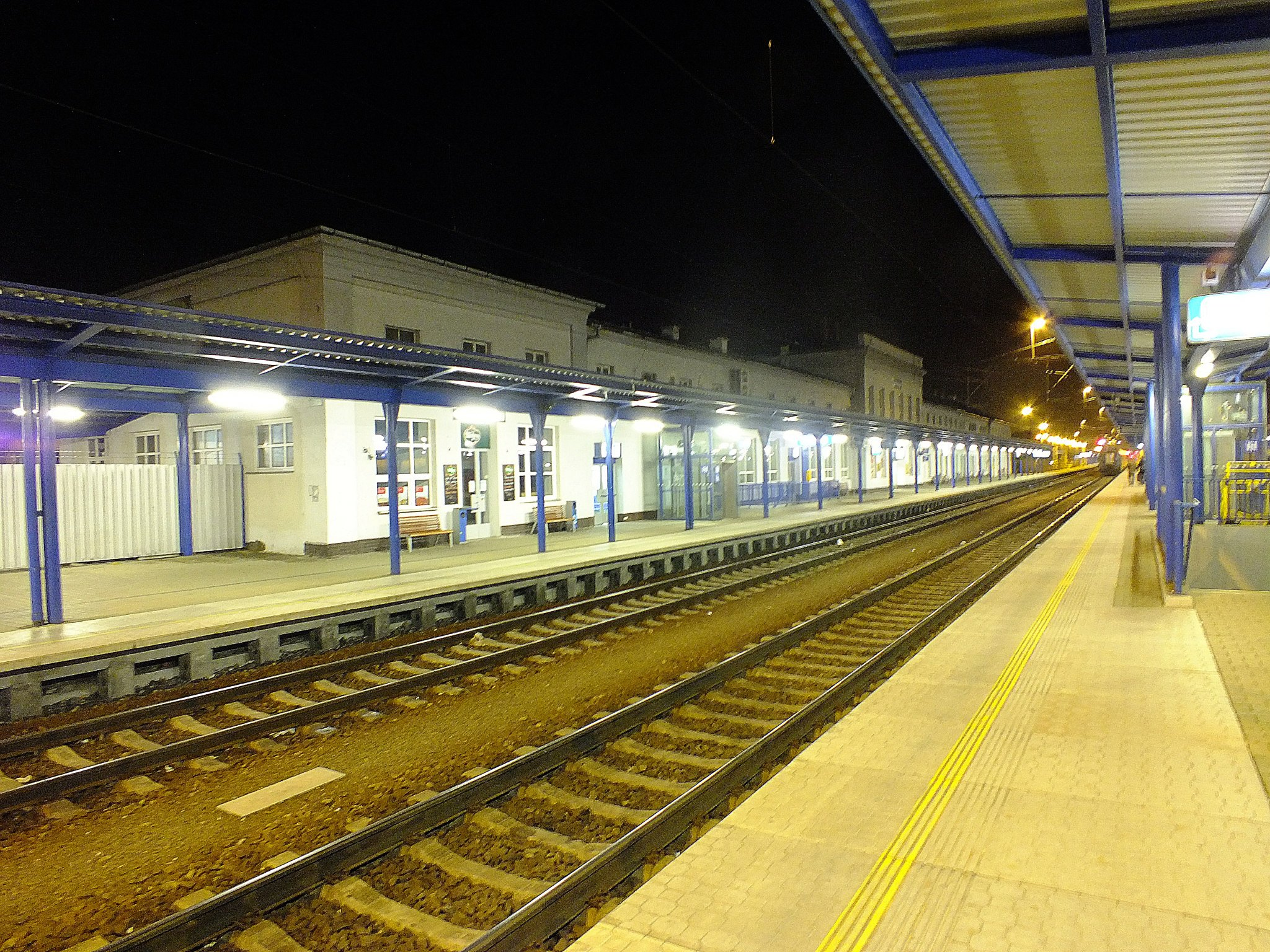
A vágányok
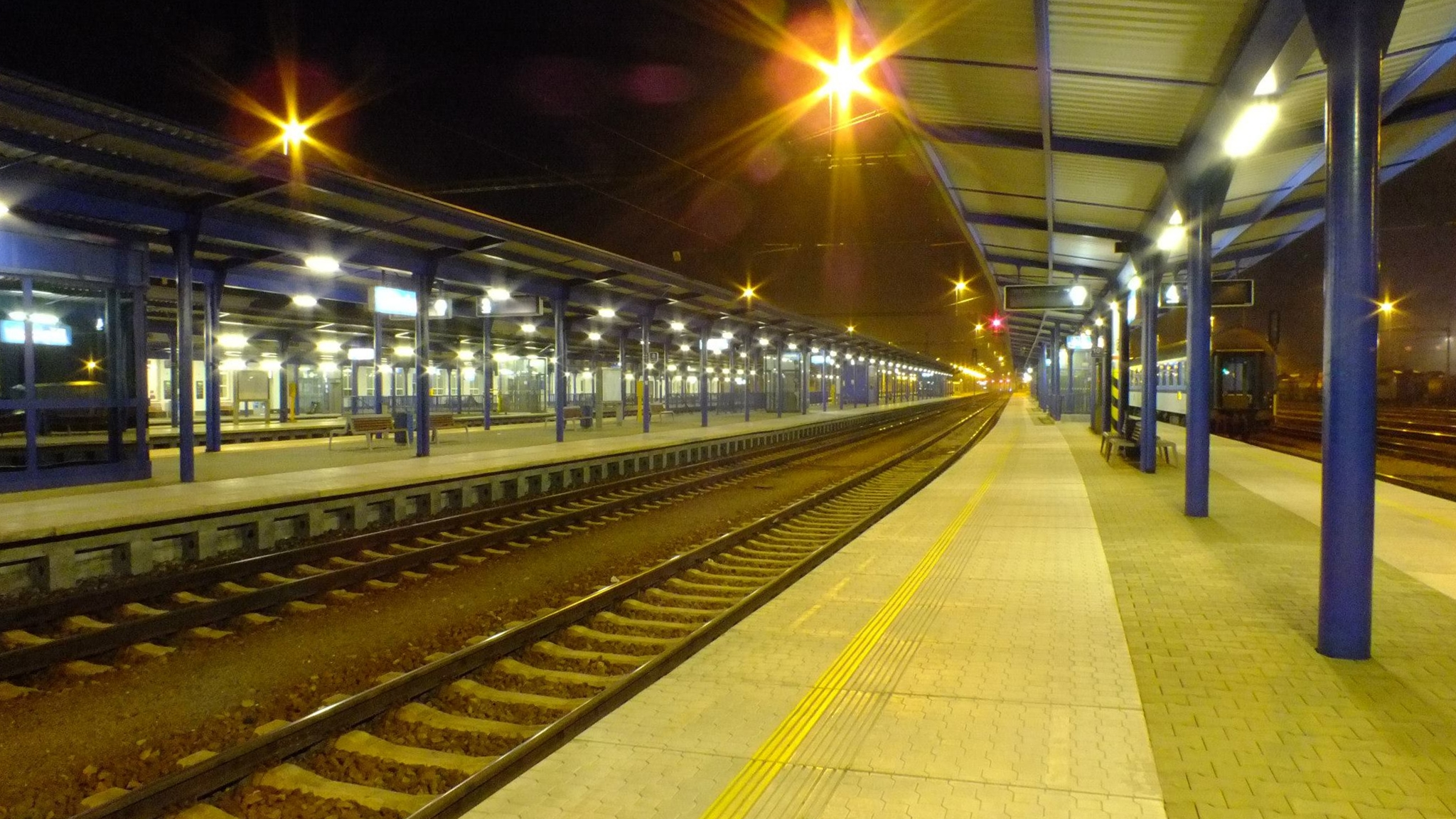
A vágányok
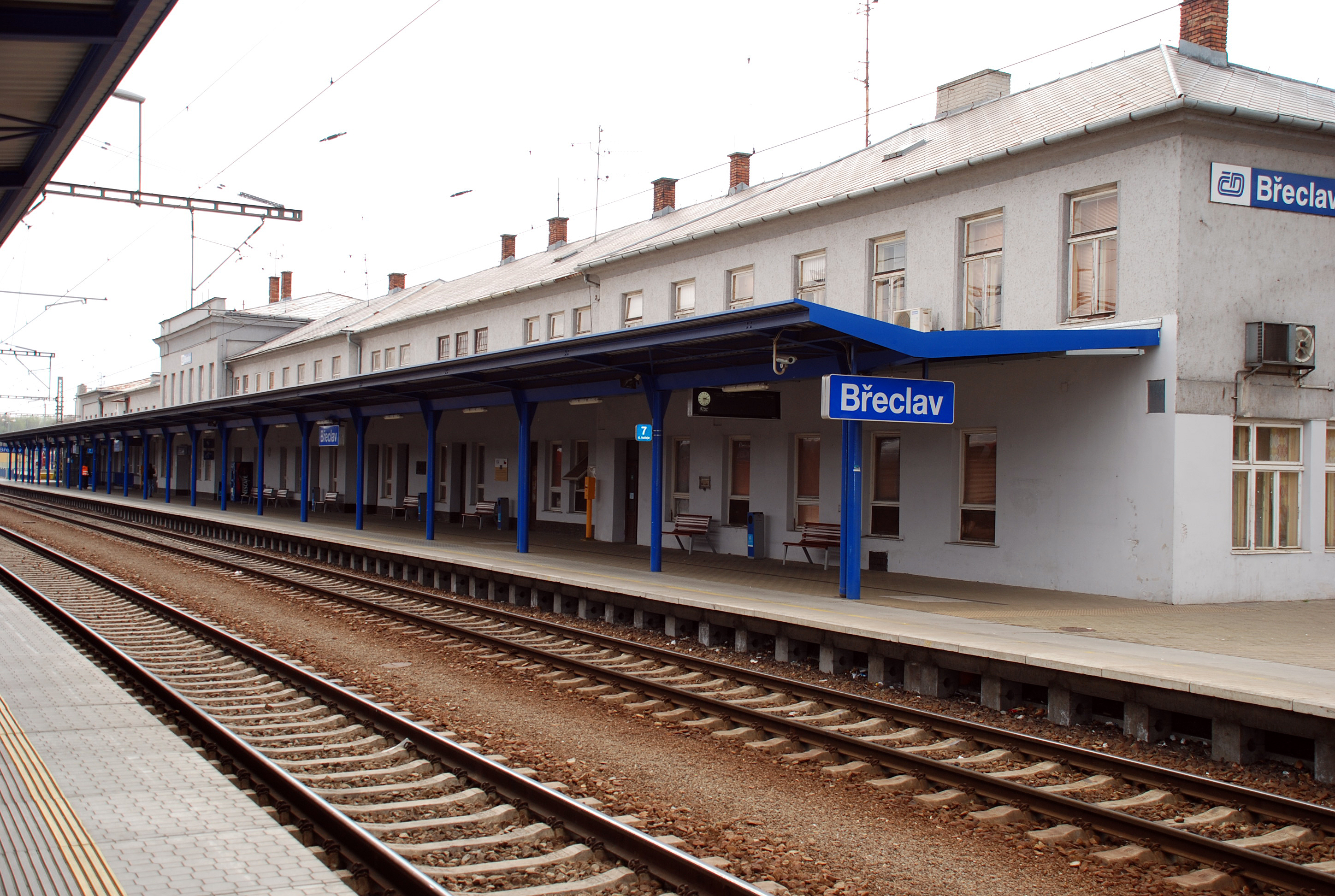
Az állomás épülete
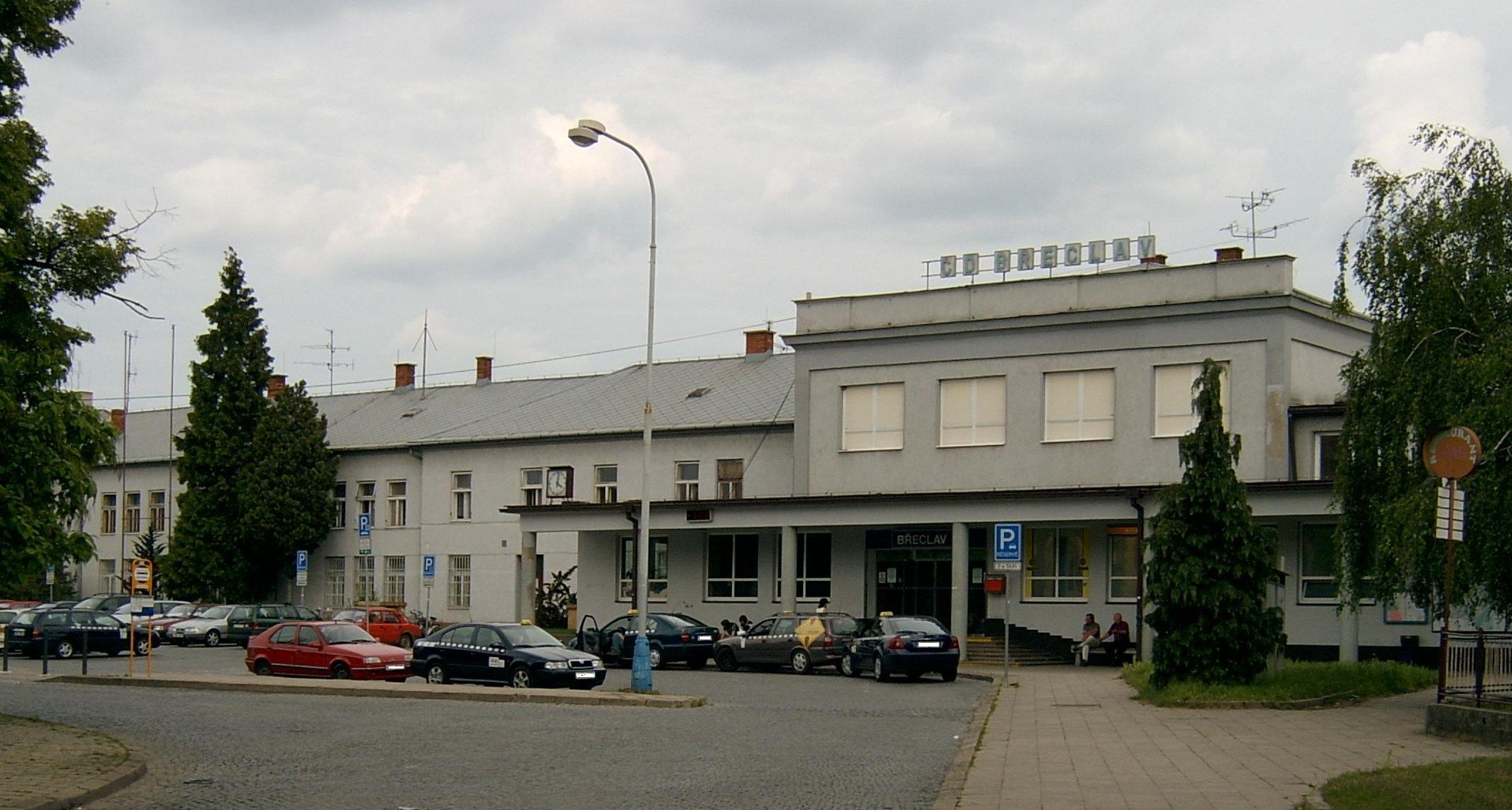
Az állomás épülete
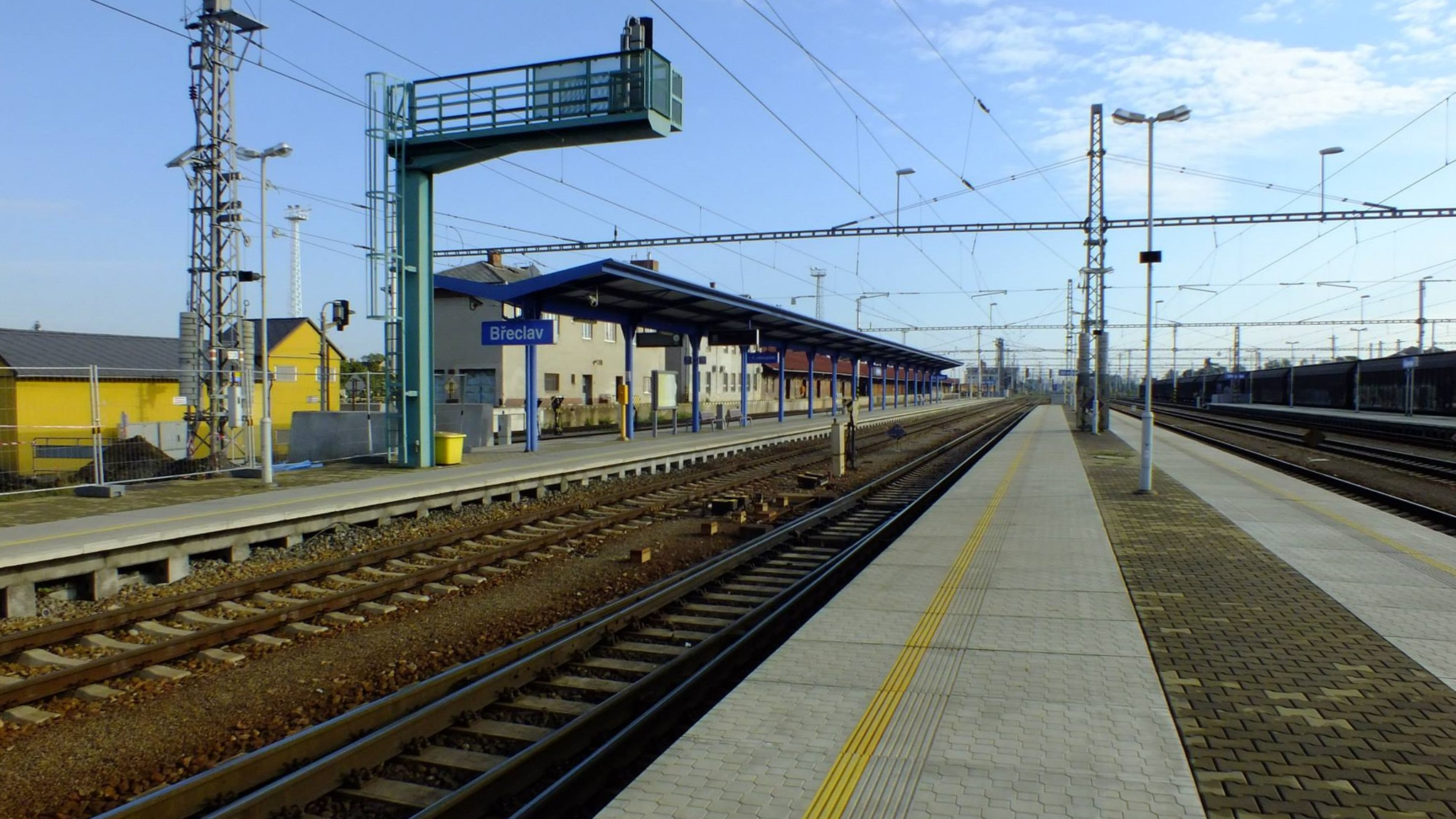
A vágányok

## Fordítás
- Ez a szócikk részben vagy egészben  a   Břeclav (nádraží) című cseh Wikipédia-szócikk fordításán alapul.  Az eredeti cikk szerkesztőit annak laptörténete sorolja fel. Ez a jelzés csupán a megfogalmazás eredetét és a szerzői jogokat jelzi, nem szolgál a cikkben szereplő információk forrásmegjelöléseként.